# 월송정로
월송정로(Wolsongjeong-ro)는 경상북도 울진군 평해읍 평해 교차로와 기성면 월송정을 잇는 경상북도의 도로이다. 평해 교차로부터 월송정입구까지 구간은 본래 국도 제7호선 구간이었으며, 지금은 평해 교차로 ~ 평해삼거리 구간이 국도 제88호선으로 지정되어 있다.

## 역사
- 1979년 1월 31일 : 포함 ~ 삼척간 국도포장공사 완공과 함께 개통[1]

## 주요 경유지
경상북도
- 울진군 (평해읍 - 기성면)

## 노선
| 이름              | 접속 노선                      | 소재지 | 소재지 | 비고               |
| ----------------- | ------------------------------ | ------ | ------ | ------------------ |
| 평해 교차로       | 국도 제7호선 (동해대로)        | 울진군 | 평해읍 | 국도 제88호선 구간 |
| 평해교            |                                | 울진군 | 평해읍 | 국도 제88호선 구간 |
| 평해삼거리        | 국도 제88호선 (백암온천로)     | 울진군 | 평해읍 | 국도 제88호선 구간 |
| 평해버스정류장    | 평해로                         | 울진군 | 평해읍 |                    |
| 월송리            | 울진대게로                     | 울진군 | 평해읍 |                    |
| 월송사거리        | 국도 제7호선 (동해대로) 월송길 | 울진군 | 평해읍 |                    |
| 평해황씨 시조종택 | 기성로                         | 울진군 | 평해읍 |                    |
| 월송정            |                                | 울진군 | 평해읍 |                    |

## 주요 건물 및 시설
- 평해중학교, 한국원자력마이스터고등학교 (경상북도 울진군 평해읍 월송정로 422)